# Anamorfoză

Pictura Ambasadorii cu craniul anamorfozat

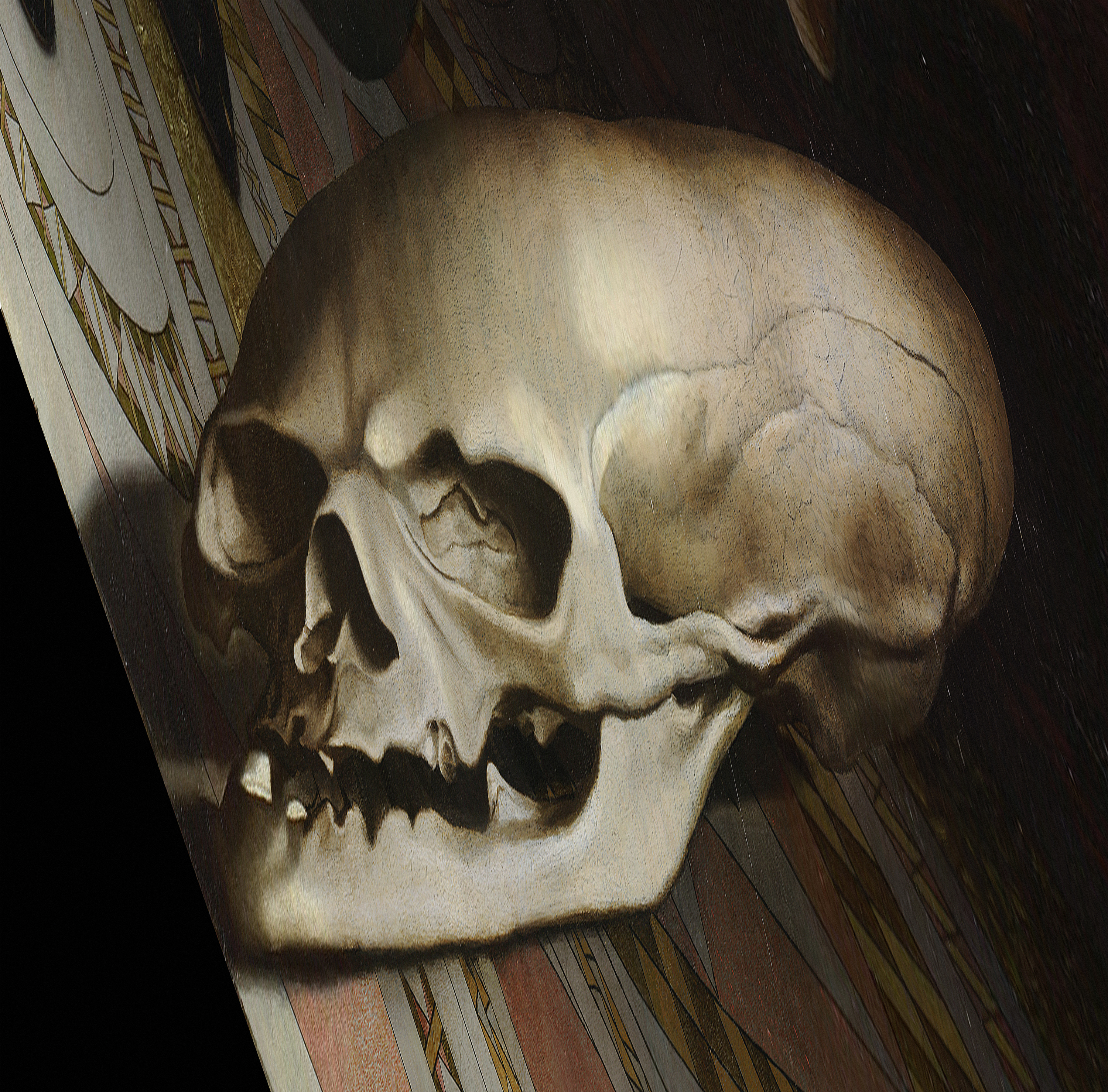
Craniul anamorfozat din pictura Ambasadorii

Anamorfoza este o proiecție sau perspectivă distorsionată sau deformată (de exemplu într-o imagine), a cărei reconstituire se poate face cu ajutorul unor ustensile speciale (de exemplu oglindă curbată) sau privind dintr-un anumit punct.
Un exemplu este pictura „Ambasadorii”, realizată de Hans Holbein cel Tânăr, în care este prezent un craniu anamorfozat.